# Miroslav Kódl
Miroslav Kódl, né le 12 août 1928 et décédé le 3 décembre 1985, est un ancien joueur tchécoslovaque de basket-ball.